# 大隅辺田駅
大隅辺田駅（おおすみへたえき）は、鹿児島県垂水市牛根麓にかつて設置されていた、日本国有鉄道（国鉄）大隅線の駅（廃駅）である。大隅線の廃止に伴い、1987年（昭和62年）3月14日に廃駅となった。

## 歴史
- 1972年（昭和47年）9月9日：古江線（→大隅線）の海潟温泉 - 国分間の延伸開業と同時に、当駅開業[1]。無人駅[2]。
- 1987年（昭和62年）3月14日：大隅線の全線廃止に伴い、廃駅となる[1]。

## 駅構造
単式ホーム1面1線を有する駅であり、無人駅であった。ホーム上に待合所を併設していたが、駅舎は無かった。

## 隣の駅
日本国有鉄道
大隅線
大隅麓駅 - 大隅辺田駅 - 大隅二川駅